# Diradius pusillus
Diradius pusillus är en insektsart som beskrevs av Karl Friederichs 1934. Diradius pusillus ingår i släktet Diradius och familjen Teratembiidae. Inga underarter finns listade i Catalogue of Life.